# Campionati mondiali di IQFoil
I Campionati mondiali di IQ Foil  sono una competizione sportiva annuale organizzata dalla Federazione Internazionale della Vela. La prima edizione si è svolta nel 2020 ad Silvaplana.

## Edizioni
| Edizione | Anno | Città      |
| -------- | ---- | ---------- |
| I        | 2021 | Silvaplana |
| II       | 2022 | Brest      |
| III      | 2023 | L'Aia      |
| IV       | 2024 | Lanzarote  |
| V        | 2025 | Aarhus     |

## Medagliere
| Posiz. | Nazione     | Oro | Argento | Bronzo | Totale |
| ------ | ----------- | --- | ------- | ------ | ------ |
| 1      | Regno Unito | 2   | 3       | 2      | 7      |
| 1      | Israele     | 2   | 3       | 2      | 7      |
| 3      | Francia     | 2   | 1       | 0      | 3      |
| 4      | Italia      | 2   | 0       | 2      | 4      |
| 5      | Paesi Bassi | 1   | 1       | 3      | 5      |
| 6      | Germania    | 1   | 1       | 1      | 3      |
| 7      | Polonia     | 0   | 1       | 0      | 1      |
| Totale | Totale      | 10  | 10      | 10     | 30     |